# Den Gamle By
Den Gamle By ou a cidade velha, em Århus, na Dinamarca, é um museu ao ar livre constituído por 75 edifícios históricos, recolhidos em 20 localidades de todas as partes do país. Em 1914, o museu foi inaugurado como o primeiro museu ao ar livre do género e até hoje continua a ser um dos museus mais reputados da Dinamarca, fora de Copenhaga, servindo cerca de 3,5 milhões de visitantes por ano.
Os edifícios do museu estão organizados como se de uma pequena povoação se tratasse. São, na maioria, casas com uma parte da estrutura em madeira, erigidas originalmente entre 1550 e o fim do século XIX em diversas partes da Dinamarca. No total, existem 26 salas, quartos e cozinhas, 34 oficinas, 10 mercearias ou lojas, 5 jardins históricos, uma estação dos correios, uma alfândega, uma escola e um teatro.
A povoação em si é a atracção principal, mas a maior parte das casas está aberta aos visitantes. As salas encontram-se decoradas no estilo histórico original ou organizadas em exposições maiores, das quais existem 5 regulares, com temas variados. Existem diversas mercearias, restaurantes e oficinas espalhadas por toda a povoação, com o pessoal do museu a trabalhar nos papéis de figuras típicas de uma povoação, como por exemplo o comerciante e o ferreiro, construindo a ilusão de uma povoação viva.

## História
A cidade velha estreou-se para o público em 1914 sob o nome "Den gamle Borgmestergård", significando "a velha mansão do burgomestre". Para além desta casa em estilo renascentista, existiam um pequeno jardim e outra casa grande em estilo renascentista, todas oriundas de Århus. No decorrer das cinco décadas seguintes, o museu foi lentamente sendo expandido, à medida que mais edifícios e colecções de diversas partes do país foram doados.

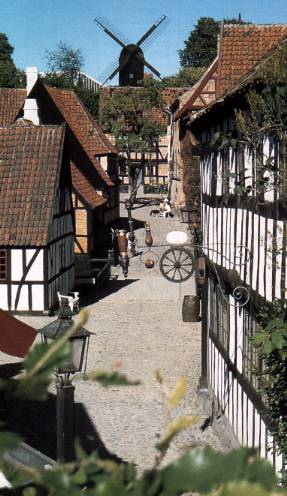
Vista da cidade velha

A antiga mansão do burgomestre de Århus já não era usada em 1908 e decidiu-se que deveria ser demolida para libertar o espaço para novos projectos de construção. Contudo, Peter Holm (1873-1950), um professor e tradutor local, conseguiu que a casa fosse desmontada para ser usada mais tarde e não destruída. A mansão foi transportada e montada novamente e, um ano mais tarde, foi mostrada na exposição nacional dinamarquesa de 1909, realizada em Århus, da qual se tornou a protagonista das exposições históricas. O edifício foi transportado novamente, 5 anos mais tarde, em 1914, quando o museu abriu oficialmente como "a antiga casa do burgomestre", com Peter Holm como director.
Quase 15 anos mais tarde, em 1923, Peter Holm foi notificado pelo museu nacional da Dinamarca que uma grande mansão de um comerciante, em Aalborg, iria ser demolida. Peter Holm conseguiu arranjar os fundos necessários para que a mansão, com os seus 8 edifícios distintos, fosse transferido para Århus. Os edifícios foram remontados e 3 anos mais tarde o museu abriu 5 dos novos edifícios ao público.
Com os novos elementos, a velha mansão do burgomestre deixou de ser um museu local. O seu nome foi alterado para "Museu municipal a cidade antiga". Nos anos que se seguiram, a colecção de edifícios do museu foi expandida com estruturas provenientes de 20 vilas e cidades diferentes. Enquanto o número de edifícios aumentava, também as colecções dentro deles aumentavam. Grandes quantidades de mobília, ferramentas e outros objectos de interiores foram doados e a maior parte dos edifícios, mercearias e oficinias encontram-se hoje equipadas e funcionais tal como na altura da sua construção original. Concretamente, foram doadas ou adquiridas pelo museu grandes colecções de roupas, brinquedos, porcelanas e talheres, encontrando-se em exposição em alguns dos edifícios maiores. 
O nome foi mudado novamente em 1995, desta vez para o nome actual, "Den Gamle By" ou "a cidade velha".
Peter Holm permaneceu no cargo de director do museu durante 31 anos, entre período entre 1914 e 1945, ano em que pediu demissão. Durante este tempo, conseguiu salvar 50 edifícios históricos da demolição e reunir fundos para os transportar e reerguer em Århus. Um feito único e impressionante na história dos museus dinamarqueses.
O museu viria a inspirar outros projectos semelhantes, em outras cidades da Escandinávia. Bergen, na Noruega, e Åbo, na Finlândia, têm hoje museus ao ar livre semelhantes.

## Edifícios

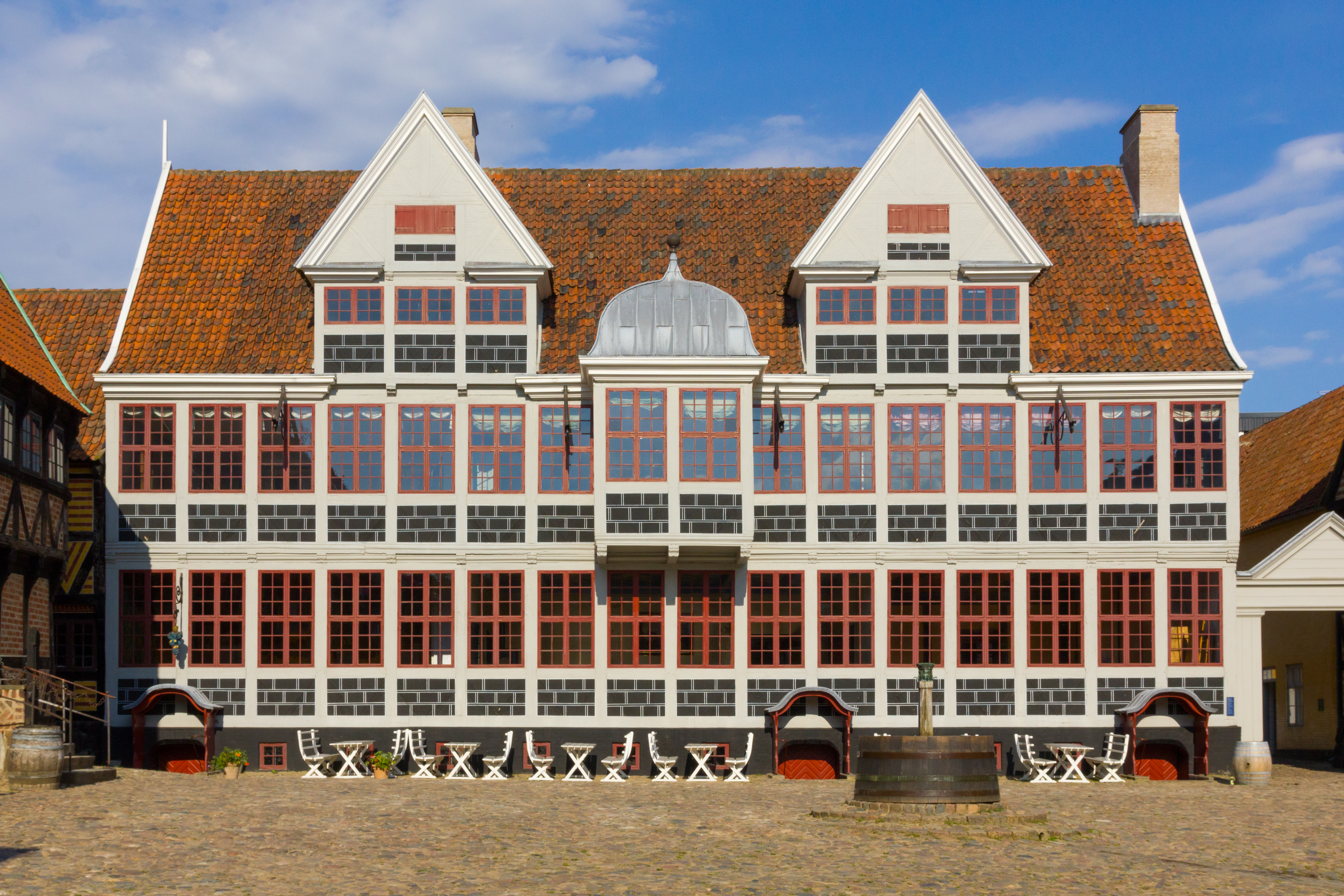
Mansão do senhor da casa da moeda

O museu dispõe de um total de 75 edifícios provenientes de 20 localidades diferentes de toda a Dinamarca em exposição e de mais 3 armazenadas. A estrutura mais antiga é um armazém de Aalborg, datado de 1550. A mais nova é o pavilhão jardim, da exposição de nacional de Århus de 1909. A maioria das estruturas datam de meados do século XVIII até ao princípio do século XIX, num estilo renascentista típico, com uma parte feita em madeira.
Os edifícios maiores e mais impressionantes são a mansão do senhor da casa da moeda, de Copenhaga  (datando de cerca de 1683), a mansão do burgomestre de Århus (datando de cerca de 1597), a mansão do comerciante, também de Århus (datando de cerca de 1723) e a mansão de Aalborg (datando em parte de 1570 e de 1807). Encontram-se espalhados pela cidade diversos tipos de edifícios, desde simples casas de habitação até um pequeno porto para a construção de barcos, um armazém de tabaco, diversos moinhos de água e um moinho de vento.
A mansão do senhor da casa da moeda foi o edifício acrescentado mais recentemente ao museu. Foi erguida em Copenhaga para residência do senhor da casa da moeda por Gregorius Sessemann em 1683 e foi usada como tal até 1749. O museu da cidade de Copenhaga desmontou o edifício em 1944 e transferiu-o para o Den Gamle By em 1995. A reconstrução começou em 1998 e terminou em 2000. Foi erguido com o aspecto que se pensa ter tido em 1750 e o interior será mobilado da mesma forma.

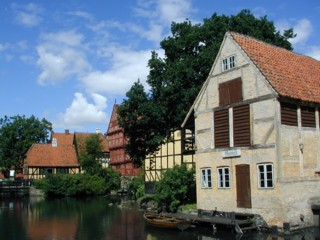
Vista da cidade velha

A mansão do burgomestre é um dos edifícios renascentistas de madeira mais importantes da Dinamarca, com diversas características arquitectónicas únicas. Foi o primeiro edifício da cidade velha e continua a ser uma das suas peças principais. Contém hoje diversos elementos culturais datados desde 1600 até 1850.
A mansão do comerciante, de Århus, é a parte principal de uma grande mansão situada originalmente no centro de Århus, no que é hoje a sede da administração municipal. A mansão foi reconstruída na cidade velha em 1942. Voltados para a rua, existem uma mercearia, uma ala residencial e um grande celeiro. O estábulo e um jardim encontram-se na parte de trás. A mansão do comerciante alberga hoje uma das exposições regulares do museu, denominada "a mansão do comerciante de 1864".
A mansão de Aalborg consiste de 5 edifícios, dois dos quais datando de 1570, um deles datando de 1585, outro datando de 1634 e finalmente um outro datando de 1807. O complexo fazia parte de uma mesma mansão no centro de Aalborg, tendo sido reconstruído na cidade velha em 1926 e 1934. Actualmente, um dos edifícios também representa o papel de cervejaria.

## Exposições

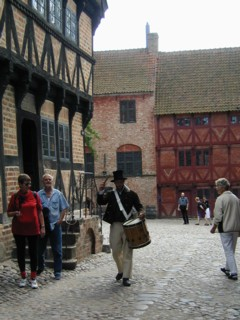
Um trabalhador do museu vestido à moda antiga

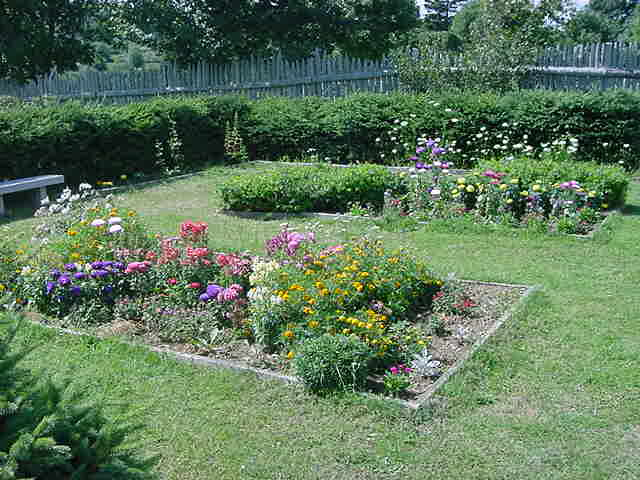
Jardim renascentista da Sra. Wahlstrøm

Existem 5 exposições regulares. São elas o museu dinamarquês do relógio, o museu do brinquedo, uma exposição de talheres, uma exposição de porcelanas e o museu dos têxteis, para além de diversas exposições mais pequenas. Para além da própria cidade, estas exposições formam as peças principais do museu e contêm algumas das maiores colecções de artefactos históricos fora de Copenhaga. Para além das exposições regulares, o museu leva a cabo diversas exposições temáticas todos os anos, com artefactos emprestados por outros museus dinamarqueses e também de outros países da Escandinávia.

## Jardins
Existem 5 jardins no museu, representando diversos períodos da história, desde meados do século XVI até ao início do século XX, variando entre simples jardins recreativos e estufas com objectivos comerciais.
São eles o jardim da farmácia, datando de 1750, a estufa, o jardim da Sra. Wahlstrøm, datando de 1920, o jardim residencial de 1864 e o jardim renascentista de 1647, fazendo este último parte da mansão do burgomestre.

## Actividades
Encontram-se espalhadas pela pequena cidade 6 lojas, incluindo uma livraria, um posto dos correios e uma padaria, para dar consistência à ilusão e à sensação de uma cidade verdadeira. Existem ainda 5 restaurantes e cafés, que fornecem comidas e bebidas aos visitantes, mostrando ao mesmo tempo um pouco como era a vida quotidiana no passado.